# Joachim Szecsenyi
Joachim Szecsenyi (* 17. November 1953 in Kassel) ist ein Facharzt für Allgemeinmedizin und Sozialwissenschaftler.

## Leben
Joachim Szecsenyi studierte Sozialwissenschaft und Humanmedizin an der Universität Göttingen, wo er in Kinder- und Jugendpsychiatrie promovierte. Er ist Mitbegründer sowie Leiter des 1995 gegründeten Göttinger Instituts für angewandte Qualitätsförderung und Forschung im Gesundheitswesen (AQUA-Institut). Von 2009 bis 2015 war er verantwortlicher Projektleiter des Instituts für die bundesweite gesetzliche Qualitätssicherung der deutschen Krankenhäuser im Auftrag des Gemeinsamen Bundesausschusses (G-BA). Zudem war er seit 2001 Ärztlicher Direktor der Abteilung Allgemeinmedizin und Versorgungsforschung der Ruprecht-Karls-Universität Heidelberg. Im Juli 2022 gab Szecsenyi dieses Amt an Attila Altiner weiter. Der Dekan der Medizinischen Fakultät, Hans-Georg Kräusslich, dankte Szecsenyi für die Aufbauleistung des Instituts für Allgemeinmedizin und Versorgungsforschung.
Zu den Schülerinnen von Szecsenyi gehört die Pflegewissenschaftlerin Cornelia Mahler. 

## Veröffentlichungen (Auswahl)
- Szecsenyi, Joachim: Qualitätszirkel mit Schwerpunkt Pharmakotherapie in Nordhessen. AQUA Institut für Angewandte Qualitätsförderung und Forschung im Gesundheitswesen, Göttingen 1998
- Szecsenyi, Joachim: An unbiased approach is necessary. Correspondence. In: Deutsches Ärzteblatt International, 108 (2011), 42, S. 723
- Szecsenyi, Joachim: Sektorenübergreifende Qualitätssicherung. Eine erste Bilanz. In: Gesundheits- und Sozialpolitik, 69 (2015), 3/4, S. 59–65